# Gmina Moszczenica (Powiat Gorlicki)
Die Gmina Moszczenica ist eine Landgemeinde im Powiat Gorlicki der Woiwodschaft Kleinpolen in Polen. Ihr Sitz ist das gleichnamige Dorf.

## Gliederung
Zur Landgemeinde (gmina wiejska) Moszczenica gehören die beiden Dörfer Moszczenica und Staszkówka mit je einem Schulzenamt.

## Persönlichkeiten
- Leon Wałęga (1859–1933), Bischof von Tarnów, geboren in Moszczenica.